# Туризм в Республике Сербской
Туристический потенциал Республики Сербской достаточно велик благодаря наличию богатых природных ресурсов и достопримечательностей. В стране развиты горный туризм, спа-туризм, религиозный, приключенческий и экологический туризм. Климатические условия варьируются от средиземноморских на юге Герцеговины до умеренно континентальных, которые преобладают на севере страны.

## Природные достопримечательности
Выделяются альпийские горы: Зеленгора, Трескавица, Яхорина, Романия, а также Грмеч, Козара, Озрен и многие другие с богатыми лесами и дичью. Для зимних видов спорта оптимальнее всего подходит гора Яхорина, на которой в 1984 году проходились соревнования зимних Олимпийских игр. В предгорьях Посавины и Семберии располагаются плодородные земли, а в Лиевче-Поле, Подкозарье и Подгрмече преобладают карстовые образования. Наиболее бурными являются реки Уна, Сана, Врбас, Укрина, Дрина и Тара, богатые рыбой.
История этого региона прослеживается с древнеримских времён и первого славянского населения вплоть до XX века, она оставила огромное количество культурно-исторических памятников всех народов, проживавших здесь когда-либо. В самом сердце Краины находится гора Козара, около которой текут Уна, Сана, Сава и Врбас. Козара богата разнообразной дичью: оленями, кабанами, лисой, кроликами, фазанами, дикими утками и куропатками, которые зимуют в этой части Балкан. На вершине горы находится мемориал Мраковица в память о жертвах войн. Хвойные леса сочетаются здесь с лиственными, пастбища богаты различными ресурсами и простираются до подножья в Подкозарье.
В Республике Сербской есть национальный парк «Сутьеска», в котором произрастает лес Перучица, тысячелетний лес площадью 1291 га. Парк назван в честь одноимённой реки, протекающей по горам Зеленгора, Лелия, Маглич и Волуйка.
На берегу Сутьески стоит город Тьентиште с современным мотелем, спортивно-рекреационным центром, искусственным озером, который посещают многие туристы. Крупнейшим городом в Республике является Баня-Лука: административный, экономический и образовательный центр, стоящий на реке Врбас и известный благодаря своим вековым аллеям. В Баня-Луке производится известный на Балканах сыр, крепость Кастел является самым старым памятником архитектуры в городе. В долине реки Саны в Подкозарье находится город Приедор. Если двигаться на восток из Баня-Луки через Добой, транспортный узел Республики Сербской, то оттуда можно при движении к Брчко попасть в Биелину: главный город Семберии, экономический и сельскохозяйственный центр этой области. На юге Республики Сербской при движении в сторону Зворника, находящегося на реке Дрине, а затем и в Восточное-Сараево и Фочу можно попасть в город Требине на самом юге страны. У города Србац находится уникальный в стране птичий заповедник Бардача.
В настоящее время горячие источники являются санаторно-оздоровительными центрами, обогащённые новейшим диагностическим и физическим оборудованием. Самые известные — Баня-Вручица, Баня-Дворови, Баня-Губер, Баня-Лакташи, Баня-Слатина, Баня-Кулаши, Баня-Лешляни, Баня-Млечаница и Вишеградска-Баня. Рядом с Баня-Лука располагаются источники Лакташи, Слатина, Српске-Топлице (ранее Шехер), известные благодаря способности восстанавливать здоровье людей, перенёсших заболевания сердечно-сосудистой системы. Статус этих источников подтверждён Всемирной организацией здравоохранения. На окраине Теслича находится Баня-Вручица, в комплекс которой входят гостиницы «Кадриял» (класс A), «Посавина», «Герцеговина», «Краина» и «Сербия» (все — класс B). Термальные воды полезны для лечения заболеваний сердечно-сосудистой, центральной нервной, пищеварительной систем, а также для спорта и активного отдыха. На окраине Вишеграда находится источник Вилина-Влас, в Сребренице — Губер, в Прняворе — Кулаши, в Подкозарье — Млечаница.
Главные достопримечательности Герцеговины — это церкви и монастыри, имеющие статус национальных святынь и памятников культуры. Монастырь Тврдош, построенный в XV веке, а также монастырь Добричево (XV век) и монастырь Ловница из Шековича (XIII век) прекрасно сохранились до наших дней.

## Статистика
| Год  | Всего туристов | Отечественные | Иностранные |
| ---- | -------------- | ------------- | ----------- |
| 2006 | 191 934        | 118 997       | 72 937      |
| 2007 | 222 729        | 132 057       | 90 672      |
| 2008 | 241 145        | 139 961       | 101 184     |
| 2009 | 226 957        | 133 047       | 93 910      |
| 2010 | 236 286        | 141 201       | 95 085      |
| 2011 | 237 794        | 140 405       | 97 389      |
| 2012 | 241 214        | 139 239       | 101 975     |
| 2013 | 253 653        | 140 886       | 112 767     |
| 2014 | 260 160        | 141 898       | 118 262     |
| 2015 | 294 781        | 158 571       | 136 210     |
| 2016 | 323 908        | 166 063       | 157 845     |

| Место | Страна                  | Туристы |
| ----- | ----------------------- | ------- |
| 1     | Сербия                  | 45 209  |
| 2     | Хорватия                | 19 594  |
| 3     | Словения                | 16 701  |
| 4     | Турция                  | 16 375  |
| 5     | Австрия                 | 5 564   |
| 6     | Черногория              | 5 527   |
| 7     | Италия                  | 4 898   |
| 8     | Германия                | 4 754   |
| 9     | Республика Корея        | 3 217   |
| 10    | Швейцария и Лихтенштейн | 2 253   |
|       | Прочие земли            | 33 753  |

## Галерея

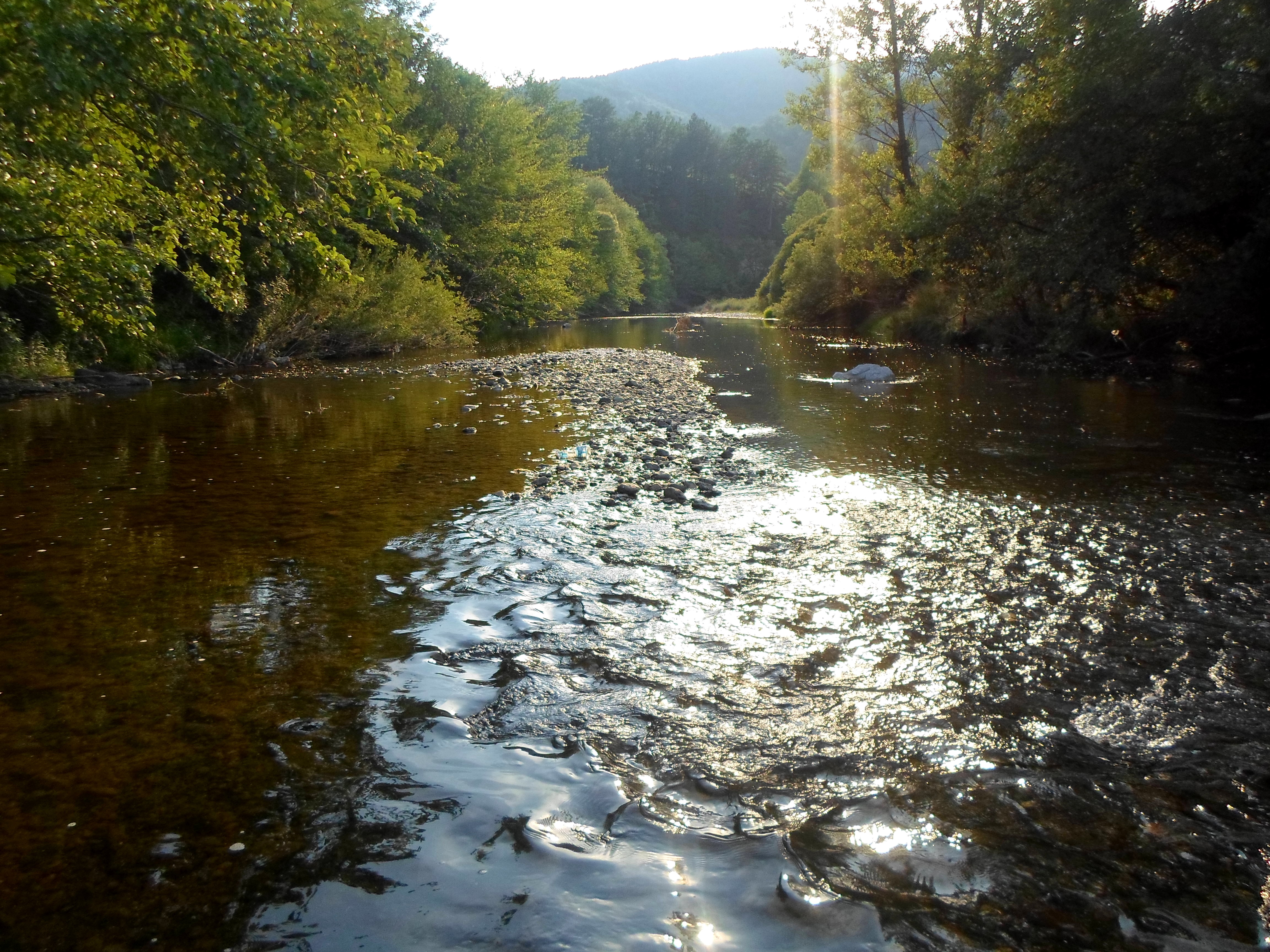
Природный парк Добрун
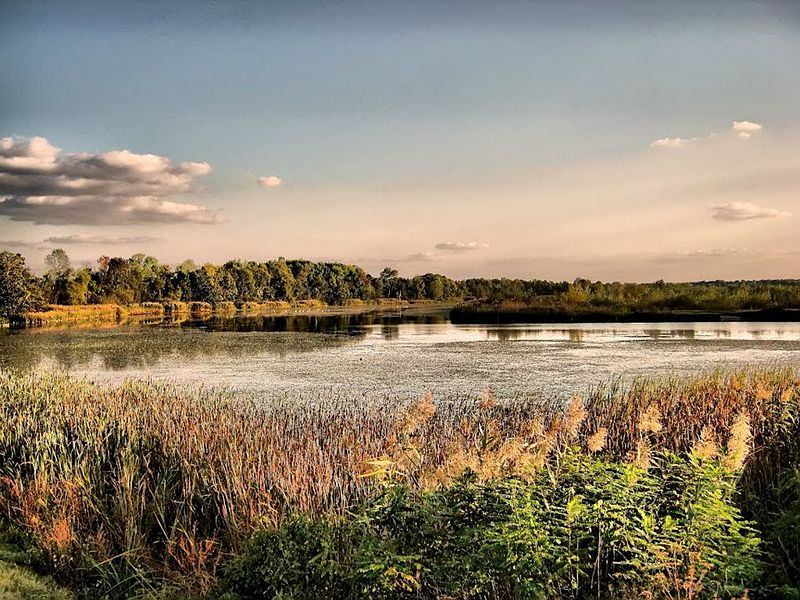
Комплекс озера Бардача
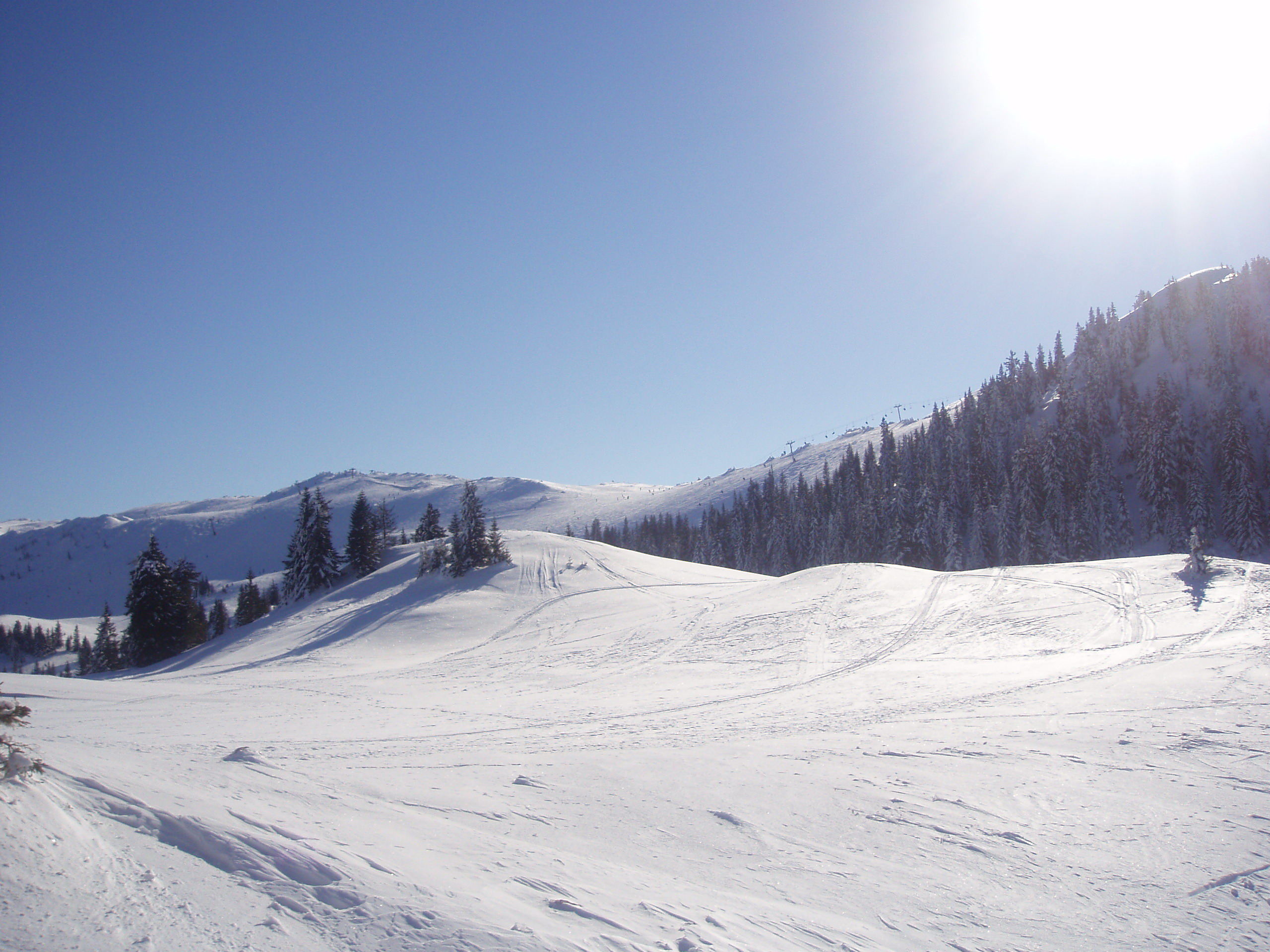
Лыжный курорт на горе Яхорина
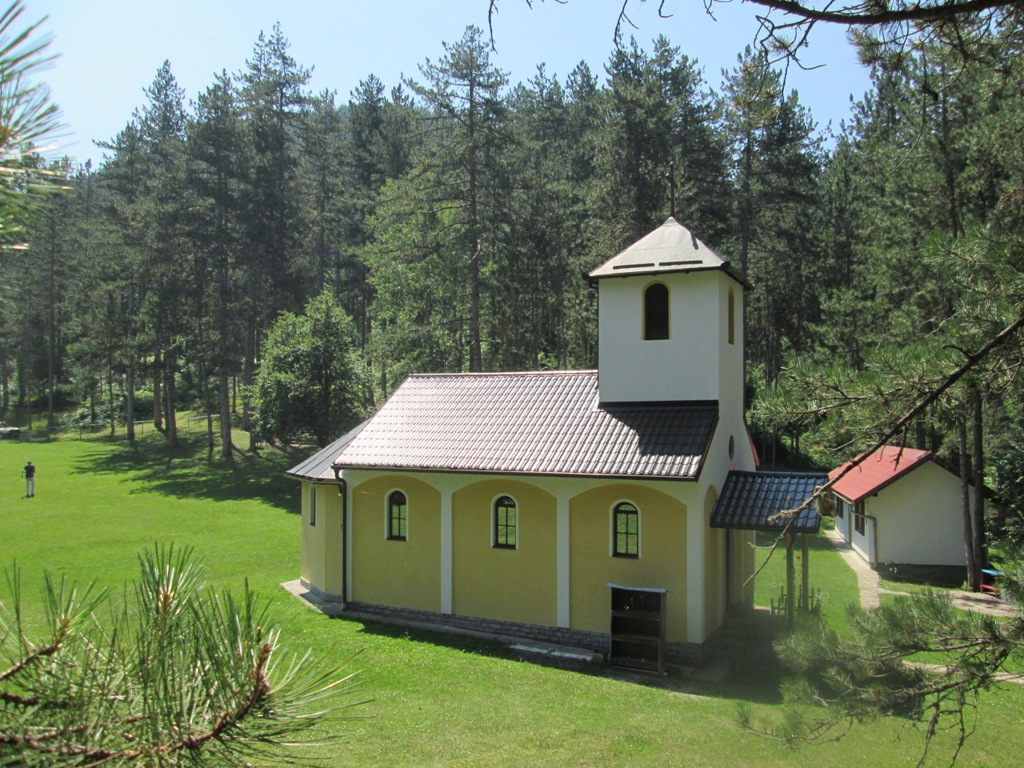
Вишеградска-Баня, церковь
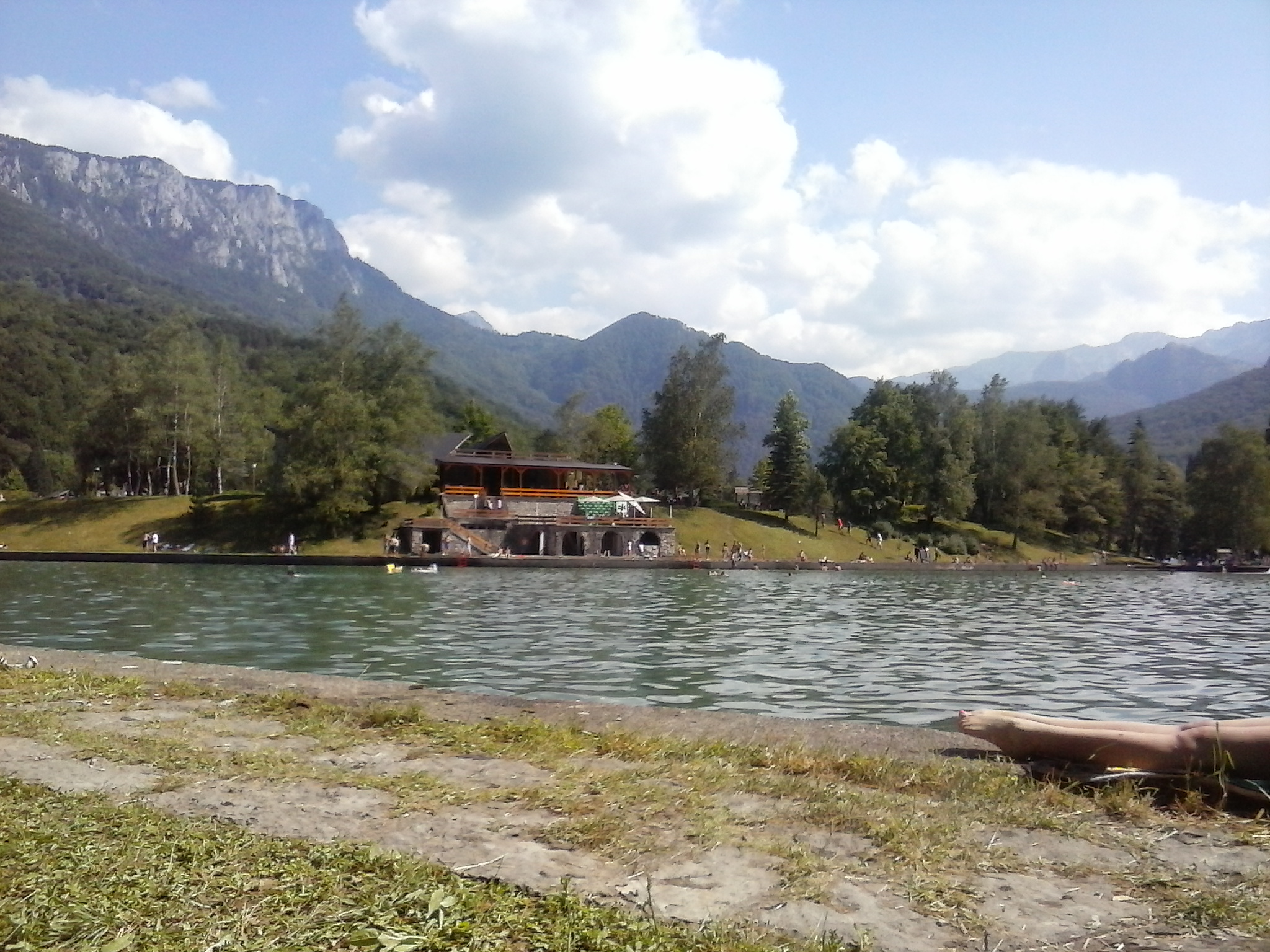
Национальный парк Сутьеска
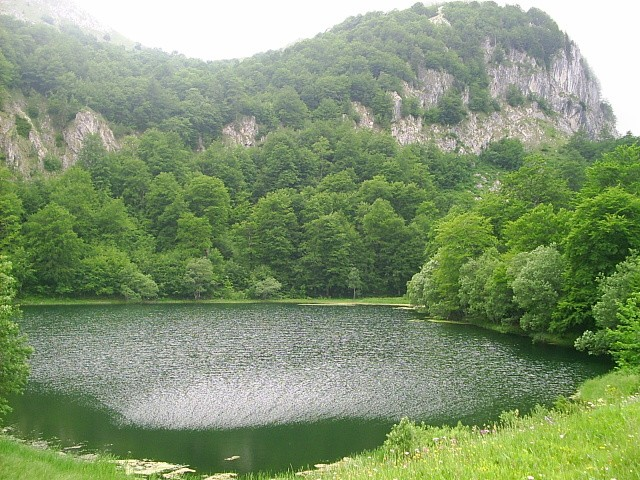
Доне-Баре, Зеленгора
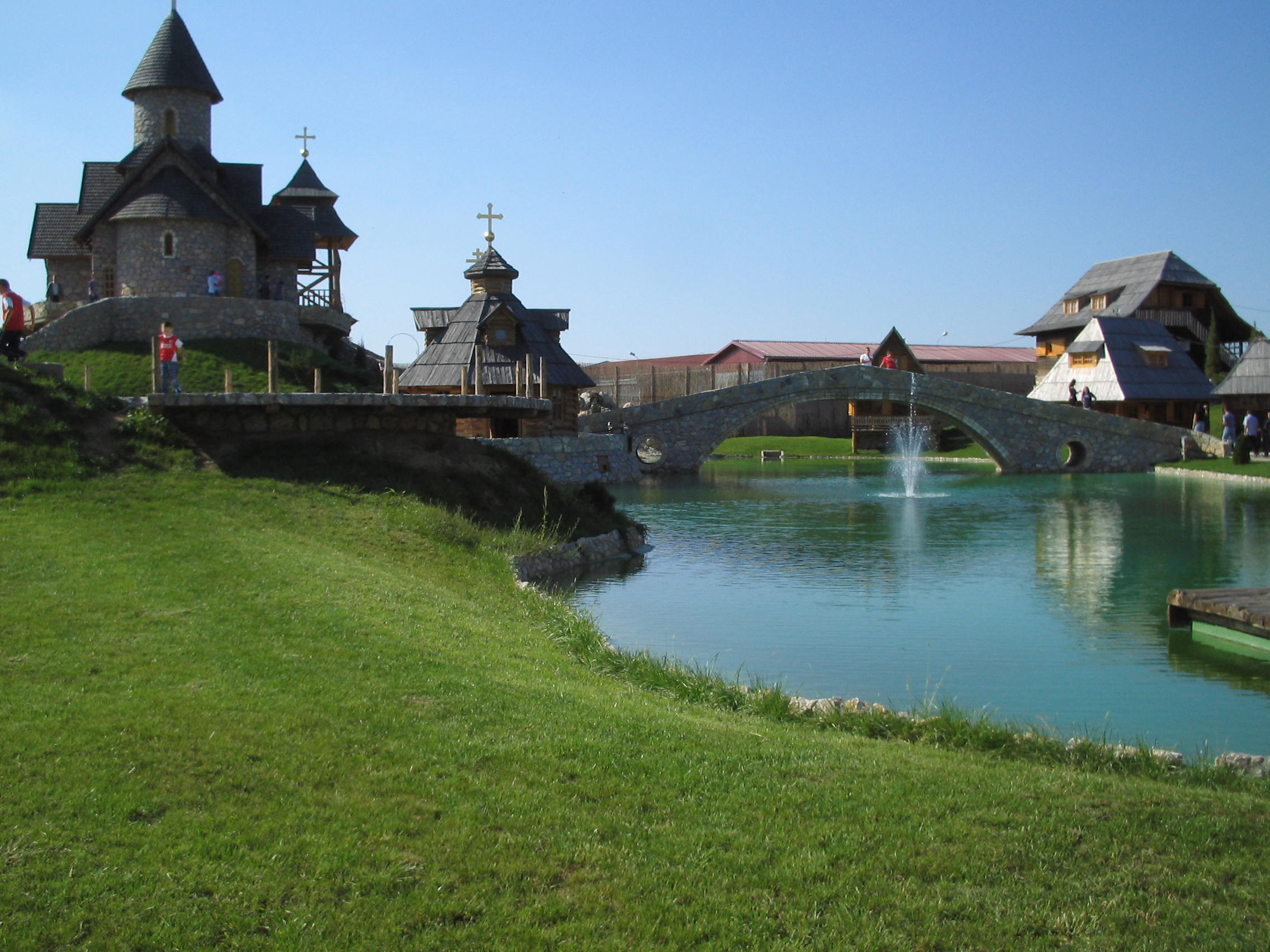
Этно-деревня Станишичи
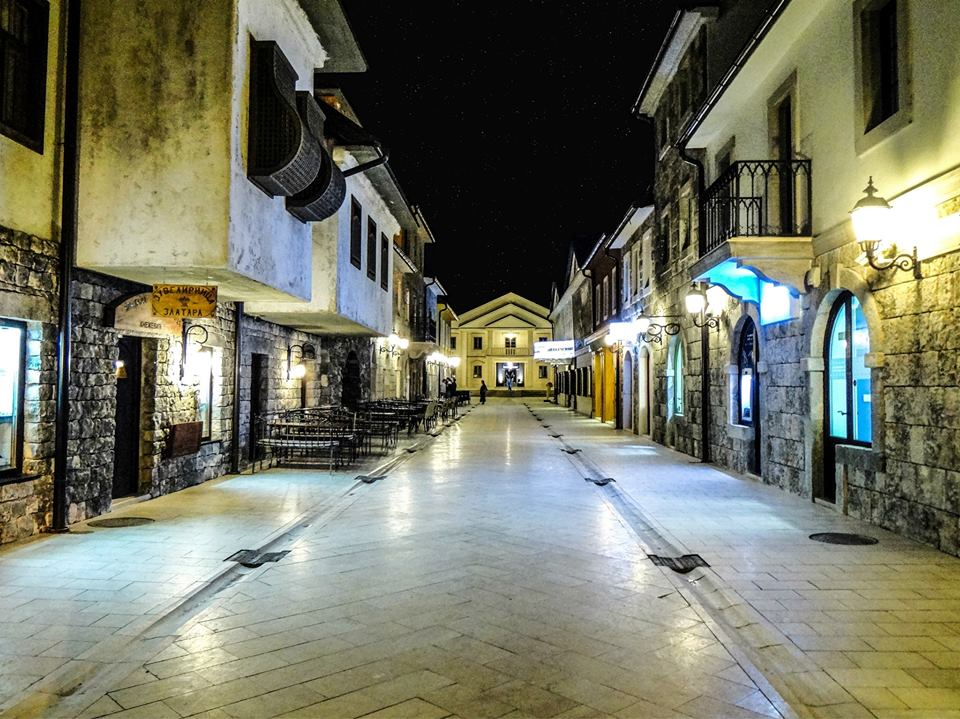
Андричград